# Kelet vadnyugat
A Kelet vadnyugat (eredeti címe: South of Heaven, West of Hell) 2000-ben bemutatott amerikai westernfilm, amelyet Dwight Yoakam rendezett. A produkció főbb szerepeiben Yoakam, Billy Bob Thornton és Vince Vaughn. 2000. január 28-án mutatták be először az Egyesült Államokban a Slamdance Filmfesztiválon. Magyarországon tévébemutatója volt 2005. július 8-án.

## Történet
Valentine Casey marsallként őrzi az arizonai városka, Los Tragos, rendjét. Ugyanebben a városban húzza meg magát a Henry család, akik közismert bűnözők. A bűnözők feje, Leland Henry, nevelte fel egykor az árva Caseyt. A Henry család kirabolja a helyi bankot, eközben új lakók érkeznek a városba.

## Szereplők
| Szerep                | Színész            | Magyar hangja   |
| --------------------- | ------------------ | --------------- |
| Valentine Casey       | Dwight Yoakam      | Lippai László   |
| Taylor Henry          | Vince Vaughn       | Lux Ádám        |
| Smalls brigadéros     | Billy Bob Thornton | Jakab Csaba     |
| Adalyne Dunfries      | Bridget Fonda      | Solecki Janka   |
| Shoshonee Bill        | Peter Fonda        | Rosta Sándor    |
| Arvid Henry           | Paul Reubens       | n.a             |
| Otts ügynök           | Bud Cort           | Pálfai Péter    |
| Jude bácsi            | Michael Jeter      | Csuha Lajos     |
| Angus Dunfries doktor | Bo Hopkins         | n.a             |
| Leland Henry          | Luke Askew         | Kristóf Tibor   |
| Nogales Sanchez       | Joe Unger          | Varga Tamás     |
| Burl Dunfries         | Matt Clark         | n.a             |
| Harris seriff         | Noble Willingham   | n.a             |
| Clete Monroe          | Scott Wilson       | n.a             |
| Harold                | Ritchie Montgomery | n.a             |
| Harvey                | Matt Malloy        | n.a             |
| Sissi                 | Natalie Canerday   | Csampisz Ildikó |

## Fogadtatás

### Kritikai visszhang
A film nagyon leszerepelt a kritikusoknál. A Rotten Tomatoeson 14%-os minősítést ért el 7 értékelés alapján. Jaime N. Christley az Apollo Guide-tól csak úgy jellemezte a filmet: „A legjobb, ha nem kérdezel túl sokat - jobb, ha az agyadat készenlétbe állítod, és élvezed a műsort.”
A Metacriticen 22 pontot ért el a 100-ból 6 vélemény alapján. Kevin Thomas a Los Angeles Timestól azt írta: „Túl hosszú, túlírt.” Robert Koehler a Varietytől úgy vélte: „Egy kvázi metafizikus bosszúwestern, amely olyan megfoghatatlan, mint egy távoli délibáb egy hosszú, poros ösvényen.”

### Bevételi adatok
A Box Office Mojo szerint a film 28 ezer dolláros bevételre tett szert, a költségvetésről nincs adat.